# Jean-Baptiste Davaux

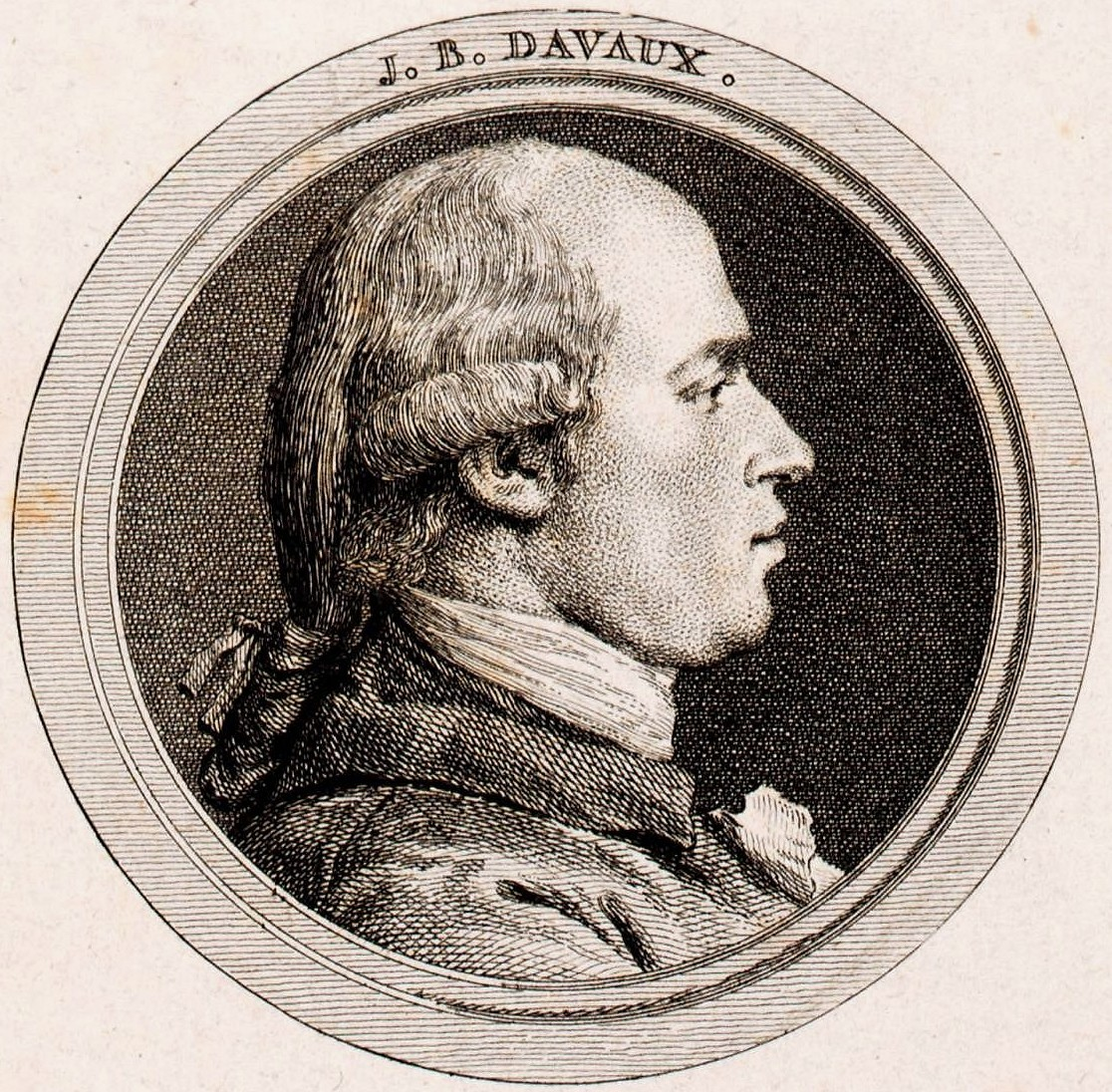
Jean-Baptiste Davaux

Jean-Baptiste Davaux (* 19. Juli 1742 in La Côte-Saint-André; † 2. Februar 1822 in Paris) war ein französischer Komponist und Violinist.

## Leben
Ab 1767 wirkte Davaux in Paris und erhielt dort mehrere öffentliche Anstellungen. Er inszenierte 1785 zwei komische Opern. Bekanntheit erhielt er durch seine zwischen 1772 und 1800 komponierten konzertanten Sinfonien. Zu seinen weiteren Werken zählen 25 Streichquartette und weitere kammermusikalische Werke, Sinfonien, Arietten und ein Violinkonzert. Seine Kompositionen sind in einem dem Geschmack der Zeit entsprechenden einfachen, aber effektvollen Stil gehalten. 1784 entwickelte er auf Basis des Breguet-Chronometers ein Messgerät zur genauen Messung der Taktdauer, 30 Jahre vor Maelzels Metronom.